# Music Is My Radar
Music Is My Radar è un brano musicale del gruppo inglese dei Blur, pubblicato come singolo nel 2000.

## Il brano
Il brano è stato scelto come singolo di lancio a sostegno della pubblicazione del greatest hits della band, ossia Blur: The Best Of.
Un verso di questa canzone (Tony Allen got me dancing) è stato il punto di partenza per una collaborazione avvenuta tra Damon Albarn e Tony Allen e confluita nel progetto The Good, the Bad and the Queen.
La canzone è conosciuta tra i fan del gruppo per essere l'ultimo pezzo scritto con il chitarrista Graham Coxon prima di lasciare la band per otto anni, fino alla reunion avvenuta nel 2009.

## Tracce
- CD 1

1. Music Is My Radar (radio edit) - 4:21
2. Black Book - 8:30
3. Headist / Into Another (live) - 3:45

- CD2

1. Music Is My Radar (radio edit)
2. 7 Days (live)
3. She's So High (live)

- Cassetta

1. Music Is My Radar (radio edit)
2. Black Book
3. She's So High (live)

- 12"

1. Music Is My Radar (album version) - 5:29
2. Black Book

## Formazione
- Damon Albarn - voce, tastiere, chitarra
- Graham Coxon - chitarra, voce
- Alex James - basso
- Dave Rowntree - batteria

## Classifiche
| Classifica (2000) | Posizione massima |
| ----------------- | ----------------- |
| Italia            | 33                |
| Regno Unito       | 10                |